# Song of Love
 Song of Love és una pel·lícula biogràfica estatunidenca del 1947 basada en la relació entre els músics Robert Schumann i Clara Wieck. Va ser dirigida per Clarence Brown, protagonitzada per Katharine Hepburn, Paul Henreid i Robert Walker, i produïda per la Metro-Goldwyn-Mayer. El guió va ser coescrit per Ivan Tors, Irma von Cube, Allen Vincent i Robert Ardrey, basant-se en una obra teatral de Bernard Schubert i Mario Silva.
La banda sonora va ser dirigida per Arthur Rubinstein

## Argument
La vida de la pianista i compositora Clara Wieck i del seu marit Robert Schumann, estudiant de piano del pare de la noia. Amb prou feines amb vint-i-un anys, Clara es casa no obstant l'oposició paternal i ben aviat la seva casa es converteix en un punt de trobada pels artistes del temps, entre els quals un compositor, Johannes Brahms, lligat a la parella amb una profunda amistat.

## Producció
La pel·lícula va ser produïda per la Metro-Goldwyn-Mayer (MGM).
Va ser rodada del 5 de novembre de 1946 al 30 de gener de 1947 als estudis de la Metro-Goldwyn-Mayer, al 10202 de W. Washington Blvd. a Culver City.

## Distribució
Distribuïda per la Metro-Goldwyn-Mayer (MGM), va ser estrenada en sales cinematogràfiques dels EUA el 9 d'octubre de 1947.

## Repartiment
- Katharine Hepburn: Clara Schumann
- Paul Henreid: Robert Schumann
- Robert Walker: Johannes Brahms
- Henry Daniell: Franz Liszt
- Leo G. Carroll: Professor Friedrich Wieck
- Elsa Janssen: Bertha
- Gigi Perreau: Julie
- Tinker Furlong: Felix
- Ann Carter: Marie
- Janine Perreau: Eugenie
- Henry Stephenson: El rei Albert